# Fredy Lienhard

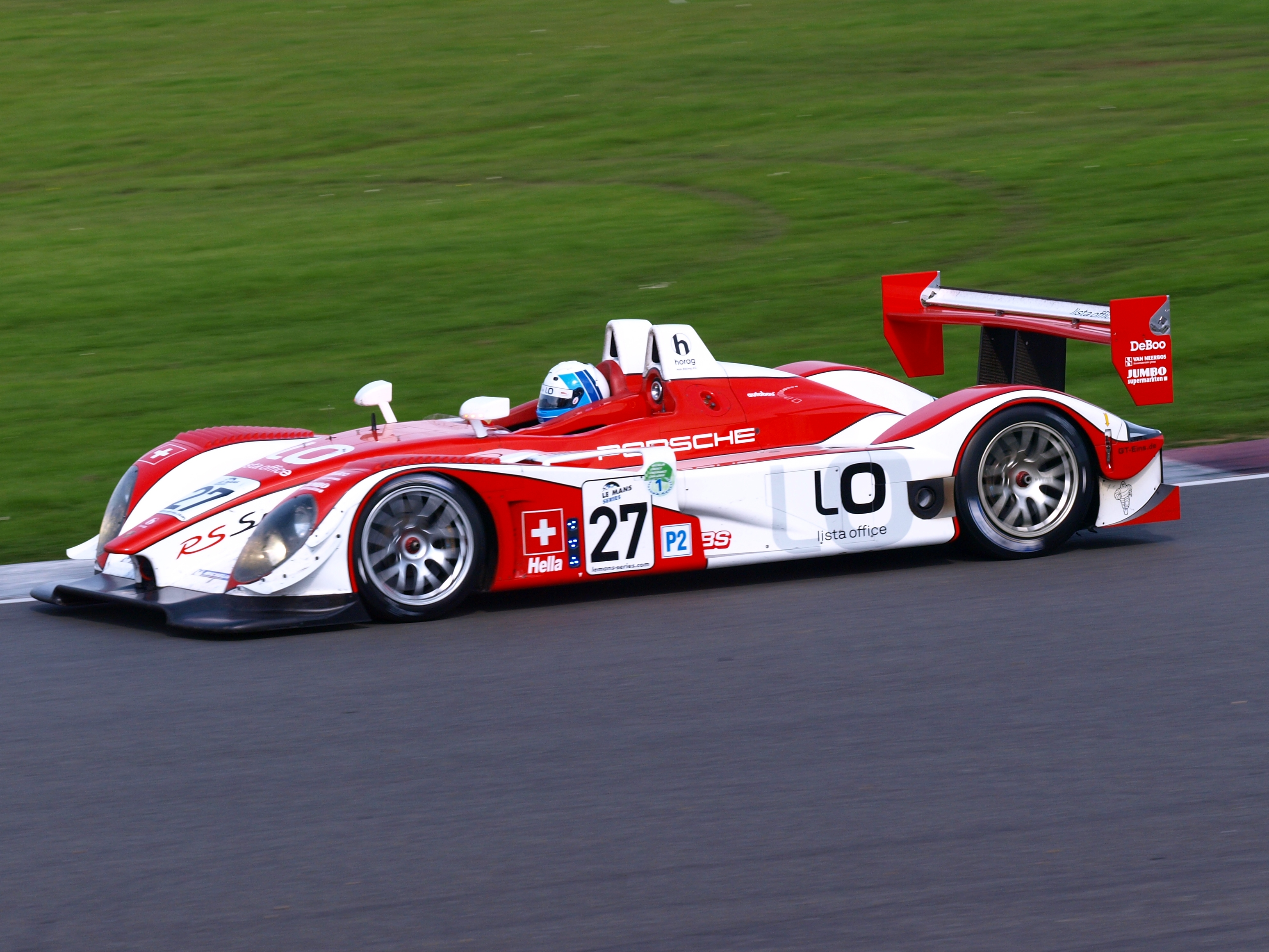
El Porsche RS Spyder de Horag Racing en los 1000 km de Silverstone de 2008.

Fredy Lienhard, Sr. (Herisau, 14 de septiembre de 1947) es un piloto de automovilismo suizo.
En 1968 Lienhard fundó la Lista Racing y alo largo de los años 197x y 198x compitió en la Fórmula Vee y en la Fórmula 2. En 1993 y 1994 se desplazó a las carreras de Sport con un Lola Can-Am en la Interserie, división 2. En 1995 adquirió un Ferrari 333 SP y empezó a competir en el Campeonato Europeo de coches de Sport y en el Campeonato IMSA GT con su compañero de escuadra Didier Theys, ganando las 24 Horas de Zolder en 1997. Se fue a las American Le Mans Series en 1999. En 2002 se mudó a Rolex Sports Car Series en la clase SRP con un nuevo Judd que propulsaba al Dallara SP1 y ganó en 2002 las 24 Horas de Daytona con sus compañros de equipo Theys, Mauro Baldi y Max Papis. En 2003 compitió solamente en dos carreras, a causa de una apretada agenda de negocios, pero empezó de nuevo a correr con más regularidad en 2006 y 2007 compitiendo en la selecta ALMS y en las carreras de Le Mans Series, continuando por este camino en 2008.
Lienhard reside en Niederteufen y es el propietario de Alid Finanz AG y de Lista Office LO, una fábrica de mobiliario de oficiona. Su hijo Fredy Lienhard, Jr. también es piloto de automovilismo. patrocina a la Formula Lista Junior y el campeonato de monoplazas Fórmula Renault 2.0 Alpes.

## Palmarés

### Resultados completos en elCampeonato Europeo de Fórmula Dos
(Escrito en negrita indica que salió el primero en parrilla; en cursiva, que marcó la vuelta rápida)
| Año  | Escudería         | Chasis | Motor | 1   | 2   | 3   | 4   | 5   | 6   | 7   | 8   | 9     | 10     | 11  | 12  | Pos. | Pts |
| ---- | ----------------- | ------ | ----- | --- | --- | --- | --- | --- | --- | --- | --- | ----- | ------ | --- | --- | ---- | --- |
| 1983 | Horag Hotz Racing | March  | BMW   | SIL | THR | HOC | NÜR | VAL | PAU | JAR | DON | MIS 6 | PER 10 | ZOL | MUG | 23º  | 1   |